# Шишель (вулкан)
Шишель — потухший щитовидный вулкан в северной части полуострова Камчатка. Высота — 2525 м. Является одним из вулканов Срединного хребта.
Вулкан представляет собой щит диаметром около 7 километров, по форме приближающимся к эллипсу. Постройка вулкана сложена средне и верхнеплейстоценовыми базальтами. Вершина вулкана осложнена кратером диаметром около 300 метров. Возраст вулкана оценивается голоценом, о чём свидетельствует хорошая сохранность вулканической постройки и структура лавовых потоков. Вулкан расположен в истоках рек Правый Шишей и Левый Шишей, к востоку от него находится озеро Междусопочное и Глубокое. К северу от вершины тянутся ледники Левый и Правый Еловский.